# Evelyn (film)
Evelin – dramat z 2002 roku w reżyserii Bruce’a Beresforda, oparty na faktach, opowiadający historię ojca walczącego o prawo do opieki nad dziećmi. Zdjęcia kręcono w Dublinie.

## Fabuła
"Evelyn" to poruszająca opowieść o ojcowskiej miłości, przez którą zmieniła się mentalność całego narodu. Akcja filmu rozgrywa się w latach 50. XX wieku, w Irlandii. Główny bohater Desmond Doyle to bezrobotny malarz i dekorator wnętrz. Mężczyzna nie ma wystarczająco dużo środków na życie i z trudem wiąże koniec z końcem. W dodatku samotnie wychowuje trójkę małych dzieci. Pewnego dnia nagle dostaje informacje o tym, że Kościół i irlandzki sąd żądają umieszczenia dzieci w sierocińcu. Mężczyzna obiecuje im, że wkrótce do niego wrócą i rozpoczyna ciężką walkę z irlandzkim wymiarem sprawiedliwości. Cały naród bacznie obserwuje poczynania Desmonda i jego heroiczną walkę o utrzymanie rodziny; walkę, która staje się swoistym przesłaniem o sile i potędze ludzkiego ducha i ojcowskiej miłości. 

## Obsada
- Pierce Brosnan – Desmond Doyle
- Sophie Vavasseur(inne języki) – Evelyn Doyle
- Niall Beagan – Dermot Doyle
- Mairead Devlin – Charlotte Doyle
- Frank Kelly(inne języki) – Henry Doyle
- Hugh McDonagh – Maurice Doyle
- John Lynch – Mr. Wolfe
- Aidan Quinn – Nick Barron
- Stephen Rea – Michael Beattie
- Alan Bates – Thomas Connolly
- Des Braiden(inne języki) – Fergal
- Julianna Margulies – Bernadette Beattie
- Karen Ardiff(inne języki) – siostra Felicity
- Lauren Carpenter – Annette
- Alan Barry – Justice McLaoghlin
- Eamon Rohan – Sądzia Hall